# Chai Nat (Provinz)
Chai Nat (auch als Chainat wiedergegeben; Thai: ชัยนาท, Aussprache: [t͡ɕʰaj nâːt]; übersetzt etwa: „Ort des Sieges“) ist eine Provinz (Changwat) in der Zentralregion von Thailand.

## Geographie
Chai Nat liegt etwa 180 Kilometer nördlich von Bangkok in der Zentralebene des Mae Nam Chao Phraya (Chao-Phraya-Fluss). Das meiste Land liegt etwas höher als die benachbarten Provinzen und ist als landwirtschaftlich genutzt ausgewiesen.
Im Süden befindet sich Thailands erster fertiggestellter Staudamm, der Chao-Phraya-Staudamm, früher Chai-Nat-Staudamm genannt. Der Damm dient sowohl der Steuerung des Wassers in die landwirtschaftlich genutzte Fläche als auch als Steuerung des alljährlichen Hochwassers. Der Chao-Phraya-Staudamm wurde 1957 eingeweiht.
| Angrenzende Provinzen: | Angrenzende Provinzen: |
| ---------------------- | ---------------------- |
| Norden                 | Nakhon Sawan           |
| Osten                  | Sing Buri              |
| Süden                  | Suphan Buri            |
| Westen                 | Uthai Thani            |

### Weitere wichtige Städte
- Sankhaburi

### Klima
Das Klima ist tropisch-monsunal.

### Bevölkerung
In Chai Nat leben hauptsächlich Thais. Daneben siedeln aber auch Nachkommen der von Siamesen aus Laos verschleppten Fronarbeiter, die Lao Khrang, deren Gesamtzahl in Thailand bei 53.000 liegt.

## Wirtschaft und Bedeutung
Chai Nat ist trotz der relativen Nähe zu Bangkok nicht vom Tourismus beeinflusst. Haupterwerbsquelle ist hier die Landwirtschaft, neben dem Reisanbau auch die Pomelo-Frucht.
Das „Gross Provincial Product“ (Bruttoinlandsprodukt) der Provinz betrug 2008 32.575 Millionen Baht. Das durchschnittliche Einkommen pro Haushalt betrug 2008 13.995 Baht pro Monat.

### Landnutzung
Gemäß Thailand in Figures (2011):
| Art                        | Größe         | proz. Anteil |
| -------------------------- | ------------- | ------------ |
| Waldland                   | 47.890 Rai    | 3,1 %        |
| Agrarland                  | 1.191.649 Rai | 77,2 %       |
| Nicht klassifiziertes Land | 304.052 Rai   | 19,7 %       |

### Staudämme
- Chao-Phraya-Staudamm – 1957 eingeweihter Staudamm, etwa 8 km südlich der Provinzhauptstadt

## Geschichte
König Nakarintharathirat von Ayutthaya sandte 1419 seinen dritten Sohn, den Prinzen Chao Sam Phraya, um die Stadt zu verwalten. Obwohl er der jüngste Sohn seines Vaters war, wurde Sam Phraya im Jahre 1424 als Borommarachathirat II. zum 7. König von Ayutthaya ernannt. Er ließ Chai Nat zu einer wichtigen Truppenbasis ausbauen, die die immer häufiger und stärker werdenden Angriffe der Birmanen gegen Ayutthaya abwehren sollte. Sie wurden auch sehr oft zurückgeschlagen, ehe 1767 Ayutthaya völlig zerstört wurde.
Von Chai Nat aus rollte König Taksin, nachdem er Thonburi zur neuen Hauptstadt Siams gemacht hatte, die birmanische Besatzungsarmee auf und befreite das Land von deren Herrschaft. Seit dieser Zeit wird die Provinzhauptstadt Chai Nat, „Ort des Sieges“, genannt.

## Sehenswürdigkeiten

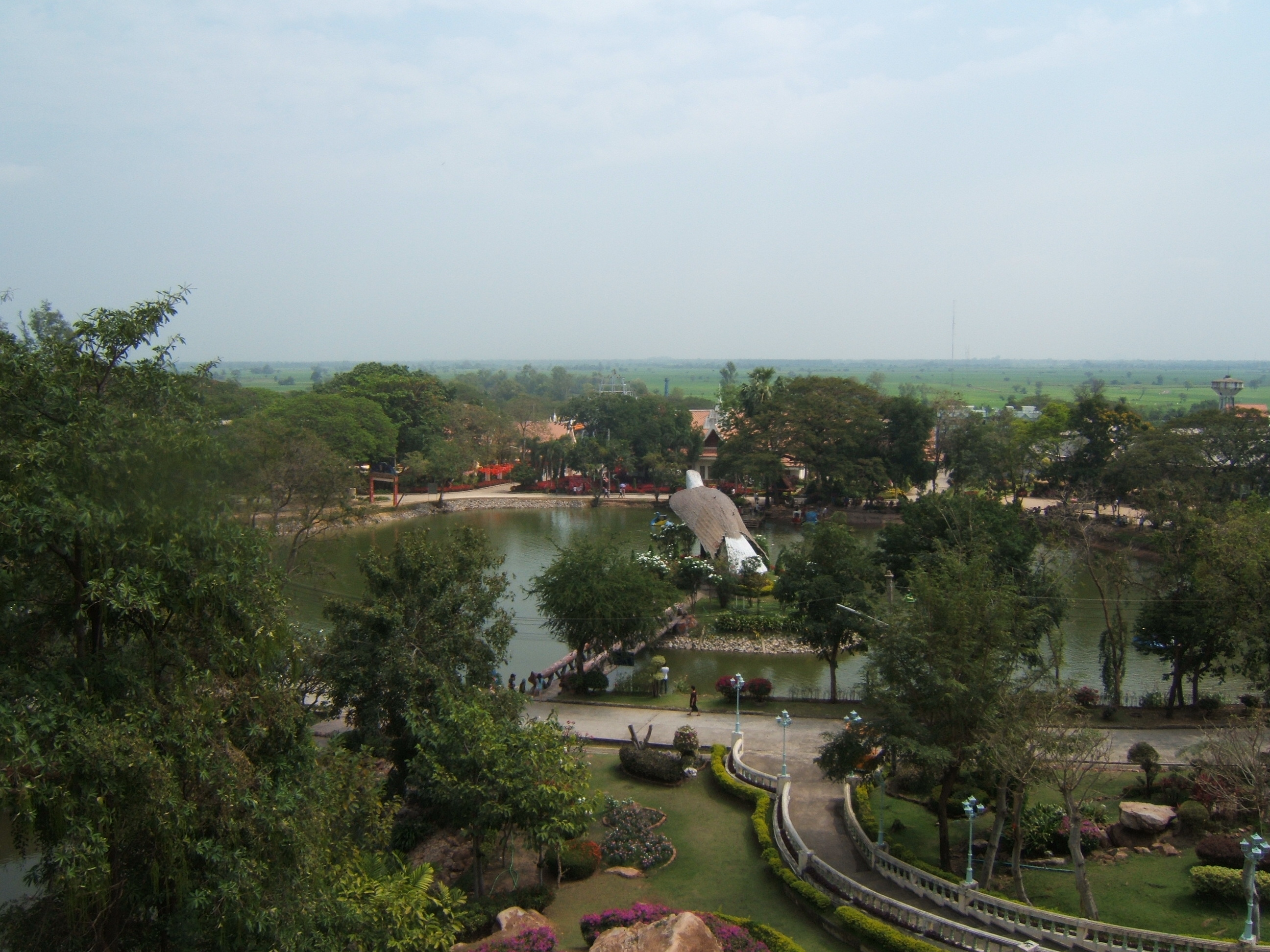
Blick über den Vogelpark, die wichtigste touristische Attraktion der Provinz

- Wat Thammamun Woraviharn (Thai: วัดธรรมามูลวรวิหาร) – buddhistische Tempelanlage (Wat) am Fuße des Thammamun-Bergs auf dem linken Ufer des Mae Nam Chao Phraya. Ubosot und Viharn stammen aus der Zeit des Königreichs Ayutthaya. Im Tempel ist die berühmte, stehende Buddha-Statue „Luang Pho Thammachak“ zu sehen.
- Chao-Phraya-Staudamm – etwa 8 km südlich von Chai Nat
- Der Vogelpark Chai Nat liegt unterhalb des Berges Khao Plong; er zeigt etwa 3000 Vertreter der einheimischen Vogelwelt.

## Symbole
Das Siegel der Provinz Chai Nat zeigt ein buddhistisches Rad, das Dharmachakra vor einem Berg, dem Khao Phlong. Im Vordergrund fließt der Chao Phraya. Das Rad symbolisiert den Glauben der Einwohner.
Der lokale Baum ist der Bel-Baums (Aegle mamelios, Bengalische Quitte), die lokale Blume ist die Regenbogen-Kassie (Cassia javanica).
Der Wahlspruch der Provinz Chai Nat lautet:
„Das Land von Luang Pu Suk, einem Mönchen, von allen verehrt,
Der berühmte Chao-Phraya-Staudamm, wie der Name lautet,
Hier ist der weitbekannte Vogelpark,
Khao Taeng Kwa, die saftigen Pomelos werden hier von den Pflanzern gezüchtet.“

## Verwaltungseinheiten

### Provinzverwaltung
Die Provinz Chai Nat ist in acht Amphoe (‚Bezirke‘ oder ‚Landkreise‘) gegliedert. Diese wiederum sind in 53 Tambon (‚Unterbezirke‘ oder ‚Gemeinden‘) und weiter in 474 Muban (‚Dörfer‘) unterteilt.
| \| Nr. \| Amphoe-Name \| Thai \| \| --- \| ---------------------- \| -------------- \| \| 1 \| Amphoe Mueang Chai Nat \| อำเภอเมืองชัยนาท \| \| 2 \| Amphoe Manorom \| อำเภอมโนรมย์ \| \| 3 \| Amphoe Wat Sing \| อำเภอวัดสิงห์ \| \| 4 \| Amphoe Sapphaya \| อำเภอสรรพยา \| \| 5 \| Amphoe Sankhaburi \| อำเภอสรรคบุรี \| \| 6 \| Amphoe Hankha \| อำเภอหันคา \| \| 7 \| Amphoe Nong Mamong \| อำเภอหนองมะโมง \| \| 8 \| Amphoe Noen Kham \| อำเภอเนินขาม \| |                        |                |
| Nr. | Amphoe-Name            | Thai           |
| 1 | Amphoe Mueang Chai Nat | อำเภอเมืองชัยนาท |
| 2 | Amphoe Manorom         | อำเภอมโนรมย์    |
| 3 | Amphoe Wat Sing        | อำเภอวัดสิงห์     |
| 4 | Amphoe Sapphaya        | อำเภอสรรพยา    |
| 5 | Amphoe Sankhaburi      | อำเภอสรรคบุรี    |
| 6 | Amphoe Hankha          | อำเภอหันคา      |
| 7 | Amphoe Nong Mamong     | อำเภอหนองมะโมง |
| 8 | Amphoe Noen Kham       | อำเภอเนินขาม    |

### Lokalverwaltung
Für das ganze Gebiet der Provinz besteht eine Provinz-Verwaltungsorganisation (องค์การบริหารส่วนจังหวัด, kurz อบจ., Ongkan Borihan suan Changwat; englisch Provincial Administrative Organization, PAO).